# 3625 Fracastoro
3625 Fracastoro (1984 HZ1) là một tiểu hành tinh vành đai chính được phát hiện ngày 27 tháng 4 năm 1984 bởi ở La Silla.